# Anomala nitidula
Anomala nitidula är en skalbaggsart som beskrevs av Blanchard 1851. Anomala nitidula ingår i släktet Anomala och familjen Rutelidae. Utöver nominatformen finns också underarten A. n. escuintlensis.